# Panau princeps
Panau princeps is een vlinder uit de familie van de Houtboorders (Cossidae). De soort is voor het eerst wetenschappelijk beschreven als Xyleutes princeps door Walter Karl Johann Roepke in een publicatie uit 1957.
De soort komt voor in Indonesië (Noord-Sulawesi).